# Sainte-Walburge (Liège)
Pour les articles homonymes, voir Sainte-Walburge.
Sainte-Walburge (en wallon : Sinte-Wảbeû) est un quartier administratif de la ville de Liège, en Belgique.

## Situation et accès
Le quartier se situe sur la rive gauche de la Meuse et sur les hauteurs du plateau hesbignon.
Essentiellement résidentiel et scolaire, le quartier est établi sur la voie allant vers Tongres.
On y trouve aussi le Centre hospitalier régional de la Citadelle situé dans le parc de la Citadelle (parc avec promenades et chemins balisés). À noter aussi les remparts, l'enclos des fusillés et le puits de Païenporte.

## Toponymie
Walburge est une sainte d'origine saxonne qui vécut au VIIIe siècle. Elle donna son nom également à la rue principale du quartier, la rue Sainte-Walburge.

## Historique
Lors de la bataille de Rocoux en 1746, le quartier, alors faubourg, fut l'enjeu de combats, ou s'illustra le régiment de Picardie qui chassa les pandours hongrois des haies du faubourg Sainte-Walburge, où ils étaient embusqués, et, soutenu par une autre brigade, il ouvre un feu terrible qui oblige à la retraite l'infanterie ennemie à laquelle il prend six canons. La cavalerie hollandaise veut rétablir le combat, mais elle n'est pas plus heureuse que l'infanterie.[réf. nécessaire]
Depuis 1974, s'y déroule chaque premier week-end de septembre une célèbre fête populaire liégeoise, la Fête des Fous. Cette tradition est issue du Moyen Âge et a été remise au goût du jour par les commerçants et les staffs des mouvements de jeunesse du quartier. Durant quatre jours, sont organisés parade, brocante, festivités diverses, messe des fous, marche aux flambeaux, bal, feux d'artifice, spectacle de marionnettes... Le folklore de la fête se développe avec le temps, elle accueille notamment depuis 1982 un premier géant, Folin, puis successivement l'Âne roi en 1985, Mère Folle en 1987 et Princesse Fantaisie en 1994. En 2024, année du jubilé, la Fête attire 60 000 personnes.

## Bâtiments remarquables et lieux de mémoire
Les remparts de la Citadelle et le cimetière de Sainte-Walburge (le 2e en importance de Liège après Robermont).

## Voies

### Voie principale
- Rue Sainte-Walburge

### Voies importantes
- Avenue Victor Hugo
- Rue de Campine
- Montagne Sainte-Walburge
- Boulevard Jean De Wilde
- Boulevard Fosse Crahay
- Rue des Cotillages
- Boulevard des Hauteurs
- Rue des Glacis